# Paul Zukofsky
Paul Zukofsky, né le 22 octobre 1943 à Brooklyn à New York et mort le 6 juin 2017 à Hong Kong, est un violoniste américain.

## Biographie
Paul Zukofsky est le fils du poète d'origine lituanienne Louis Zukofsky (père de l'objectivisme) et de Celia Thaew Zukofsky. Il étudie le violon auprès d'Ivan Galamian avant de remporter les Young Concert Artists International Auditions en 1965.
Son répertoire est principalement consacré à la musique contemporaine, surtout la musique classique des États-Unis au XXe siècle, avec les œuvres de Milton Babbitt, Arthur Berger, Easley Blackwood, Henry Brant, John Cage, Elliott Carter, George Crumb, Morton Feldman, Philip Glass, Peter Mennin, Walter Piston, Wallingford Riegger, Giacinto Scelsi, Artur Schnabel, Roger Sessions, Ralph Shapey, Harvey Sollberger, Stefan Wolpe, Charles Wuorinen, et Iannis Xenakis.
Parmi ses représentations notables se trouvent le rôle d'Albert Einstein dans l'opéra Einstein on the Beach (1976) et la création mondiale du Concerto pour violon et orchestre de Philip Glass qui fut commandé pour lui par l'American Composers Orchestra en 1987. John Cage composa également pour lui ses Freeman Etudes - livres I et II (études I-XVII, 1977-1980) for Zukofsky.
Paul Zukofsky gère par ailleurs la mémoire, les droits, et les archives des œuvres de son père.

## Discographie sélective
- Charles Ives : Sonatas for violin and piano, 2 LP, Nonesuch (1965) & réédition, 2 CD, Folkway Records - FM 3347 (2012)
- Iannis Xenakis : Akrata ; Pithoprakta / Iannis Xanakis. Capriccio for violin & orchestra ; Krzysztof Penderecki : De natura sonoris , LP, Nonesuch (1968)
- Elliott Carter : Double concerto for harpsichord and piano with two chamber orchestras; Duo for violin and piano, LP, Nonesuch (1975)
- Philip Glass : The Photographer, CD, Sony Classical (1984)
- William Schuman: In praise of Shahn ; Aaron Copland: Connotations ; Roger Sessions: Suite from The Black Maskers, CD, New World Records (1992)
- Jón Leifs: Visions and images sound recording, CD, Albany Music Dist. Inc. (1991)
- Morton Feldman : Spring of Chosroes ; Artur Schnabel : Sonata for violin and piano, CD, Cp2 Records (1991)
- Dane Rudhyar : Five stanzas ; Arnold Schoenberg : Pelleas and Melisande, Op. 5, CD, Cp2 Records (1995)
- John Cage : Chorals / Cheap Imitation / Freeman Etudes 1-8, CD, Cp2 Records (1995)
- Milton Babbitt : Septet but equal / Fourplay ; Morton Feldman : Instruments I / Three Clarinets, Cello and Piano, CD, Cp2 Records (2004)
- Johann Sebastian Bach : Three Sonatas and Three Partitas, CD, Cp2 Records (2005)
- Niccolò Paganini : 24 caprices, CD, Cp2 Records (2005)